# Турія (Болгарія)
Турі́я (болг. Турия) — село в Старозагорській області Болгарії. Входить до складу общини Павел-Баня.

## Населення
За даними перепису населення 2011 року у селі проживали 357 осіб.
Національний склад населення села:
| Національність   | Кількість осіб | Відсоток |
| ---------------- | -------------- | -------- |
| болгари          | 350            | 98,3%    |
| турки            | 6              | 1,7%     |
| цигани           | 0              | 0%       |
| інша             | 0              | 0%       |
| не визначились   | 0              | 0%       |
| Всього відповіли | 356            |          |

Розподіл населення за віком у 2011 році:
Динаміка населення: